# Nourray
Nourray ist eine französische Gemeinde mit 126 Einwohnern (Stand: 1. Januar 2022) im Département Loir-et-Cher in der Region Centre-Val de Loire. Sie gehört zum Kanton Montoire-sur-le-Loir und zum Arrondissement Vendôme. 

## Lage
Sie grenzt im Norden an Villerable, im Osten an Crucheray, im Süden an Lancé, im Südwesten an Saint-Amand-Longpré und im Westen an Huisseau-en-Beauce. Im Gemeindegebiet entspringt das Flüsschen Brisse, das zum Loir entwässert.

## Bevölkerungsentwicklung
| Jahr      | 1962 | 1968 | 1975 | 1982 | 1990 | 1999 | 2008 | 2017 |
| --------- | ---- | ---- | ---- | ---- | ---- | ---- | ---- | ---- |
| Einwohner | 169  | 138  | 112  | 135  | 140  | 122  | 113  | 109  |

## Sehenswürdigkeiten

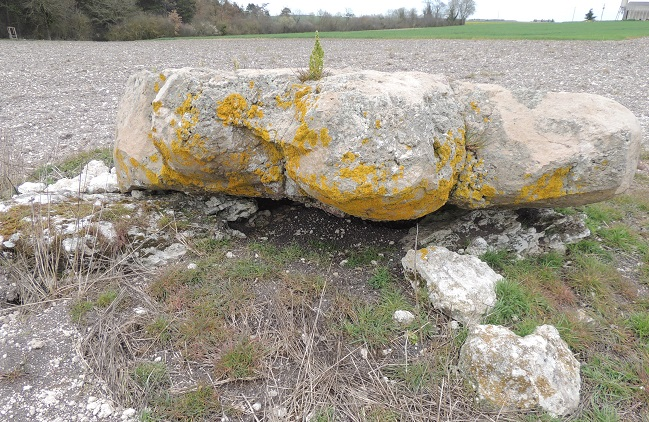
Dolmen des Tatonneries
- Polissoir du Petit Fontenail
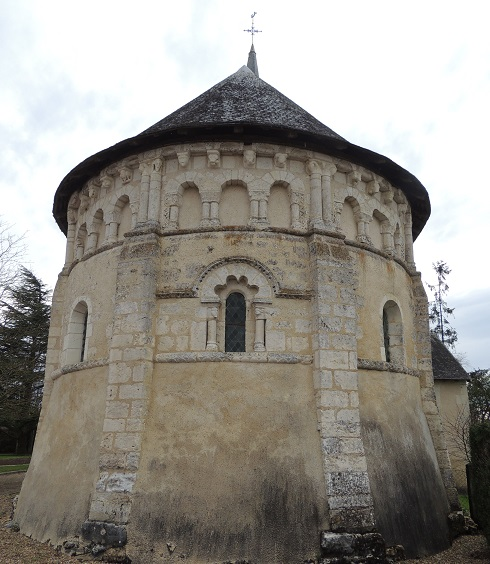
Kirche Notre-Dame
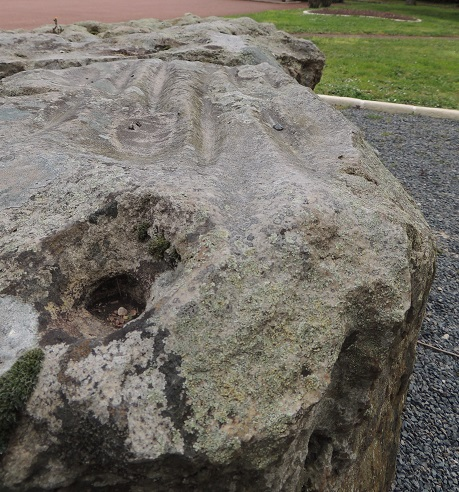
Wetzstein (Polissoir)

- Dolmen des Tatonneries
- Kirche Notre-Dame
- Wetzstein (Polissoir)